# أوبرينوفاك (كونييتش)
أوبرينوفاك (بالسيريلية Обреновац) هي قرية في البوسنة والهرسك. وهي تقع في بلدية كونييتش التابعة لكانتون الهرسك-نيريتفا في اتحاد البوسنة والهرسك. طبقا لنتائج تعداد البوسنة عام 2013 فقد كان عدد سكانها 13 نسمة.

## التركيبة السكانية

### التطور التاريخي للسكان
| 1961 | 1971 | 1981 | 1991 | 2013 |
| ---- | ---- | ---- | ---- | ---- |
| 120  | 123  | 110  | 100  | 13   |

### توزيع السكان حسب الجنسية (1991)
في عام 1991 كان عدد سكان القرية 100 نسمة وكانوا جميعا من من الكروات.

## وصلات خارجية
- Maplandia (بالإنجليزية)